# Baltar (parroquia)
Baltar (llamada oficialmente San Bartolomeu de Baltar) es una parroquia y un lugar español del municipio de Baltar, en la provincia de Orense, Galicia.

## Toponimia
La parroquia también es conocida por el nombre de San Bartolomé de Baltar.

## Organización territorial
La parroquia está formada por dos entidades de población:
- Baltar
- Gomariz

## Demografía

### Parroquia
| Gráfica de evolución demográfica de Baltar (parroquia) entre 2000 y 2021 |
|                                                                          |
| Datos según el nomenclátor publicado por el INE.                         |

### Lugar
| Gráfica de evolución demográfica de Baltar (lugar) entre 2000 y 2021 |
|                                                                      |
| Datos según el nomenclátor publicado por el INE.                     |